# Antonino Catalano
Pour les articles homonymes, voir Catalano.
Antonino Catalano, né le 3 juillet 1932 à Palerme et mort le 20 avril 1987 à Villafrati (Sicile), est un coureur cycliste italien, professionnel.

## Biographie
Professionnel de 1958 à 1961, il a gagné une étape du Tour d'Italie en 1959. En 1958, il a obtenu plusieurs résultats, dont une troisième place au Tour de Suisse.

## Palmarès
- 1953
  - 6ea étape du Giro di Puglia e Lucania
- 1958
  - 4e étape du Tour de La Rioja
  - 3e du Tour de Suisse
  - 3e du Tour de Sicile
- 1959
  - 5ea étape du GP Ciclomotoristico
  - 8e étape du Tour d'Italie (contre-la-montre)

## Résultats sur les grands tours

### Tour d'Italie
4 participations
- 1958 : 30e
- 1959 : 25e, vainqueur de la 8e étape (contre-la-montre)
- 1960 : 55e
- 1961 : abandon

### Tour de France
1 participation
- 1958 : 19e